# Monte Spada
Il monte Spada (in sardo monte de Ispada) è una montagna del massiccio del Gennargentu, in Sardegna, in prossimità di Fonni. Raggiunge la quota di 1595 metri ed è uno dei monti più alti dell'isola.

## Turismo
Sulle sue pendici, alla quota di circa 1.320 metri sul livello del mare, c'è una piccola stazione sciistica privata, attrezzata con due manovie della lunghezza di 200 metri ed un impianto di innevamento artificiale. Vi si trova inoltre lo Sporting Club Monte Spada, un vecchio albergo di lusso attualmente in stato di abbandono.

## Letteratura
La montagna è citata in un verso della poesia Vespro di Natale, di Sebastiano Satta, contenuta nell'opera Canti Barbaricini, del 1910.
(Sebastiano Satta, Vespro di Natale)